# Sátoraljaújhelyi Fegyház és Börtön
A Sátoraljaújhelyi Fegyház és Börtön büntetés-végrehajtási intézet a Borsod-Abaúj-Zemplén vármegyei Sátoraljaújhelyen. Költségvetési szerv, jogi személy. Alaptevékenysége a külön kijelölés által meghatározott körben az előzetes letartóztatással, továbbá a felnőtt korú férfi elítéltek fegyház és börtön fokozatú szabadságvesztésével összefüggő büntetés-végrehajtási feladatok ellátása. Felügyeleti szerve a Belügyminisztérium, szakfelügyeletet ellátó szerve a Büntetés-végrehajtás Országos Parancsnoksága. Az intézmény parancsnoka Rózsahegyi Tamás.

## Története
Alapító okirata szerint 1900-ban létesítették.  Építését 1901-ben kezdték meg a Törvényszéki Palota és fogház („Törvényház”) részeként Czigler Győző műépítész tervei alapján. Működését 1906-ban kezdte meg.
1942 szeptemberében a Magyar Honvéd Vezérkari főnökség (VKF) büntető intézetévé jelölték ki és politikai elítélteket szállítottak ide. 1944. március 22-én a különböző nemzetiségű politikai foglyok az őrséget lefegyverezve kitörtek és a környező hegyekbe menekültek. A német katonai segítséggel levert sátoraljaújhelyi börtönlázadásnak 60 halálos áldozata volt. 
A bírósági épület 1950 és 1953 között egy ideig üresen állt, majd határőr kiképző központként működött. 1954-ben fiatalkorú elítélteket szállítottak az intézetbe.
1956 októberében a városi Munkástanács utasítására 258 főt szabadítottak, mindössze 11-en maradtak fogva. A forradalom leverését követően ismét politikai foglyok fogvatartására jelölték ki az intézetet. Az Ormosbányán dolgoztatott elítélteket is ide szállították át.
1956. december 12-én  a rendkívül zsúfolt országos börtön rabjai kitörést kíséreltek meg. Szerszámokkal, késekkel fegyverkeztek fel, túszul ejtettek négy börtönőrt. Az őrség riasztólövésekkel fékezte meg a kitörési kísérletet.
1959-ben az elítéltek munkáltatására fehérneműgyárat hoztak létre. Ugyanez évben indult a tényleges rabnevelői tevékenység.
1986 és 1988 között korszerűsítési munkálatok zajlottak (fűtés, világítás, biztonsági rendszer). 1990-ben új rabkonyha és mosoda épült. 1997-ben a nagy, harmincfős zárkákat felújították, a mellékhelyiségeket leválasztották a lakótértől. 
1993-ban a Fehérneműgyár jogutódjaként megalapították az ÁBRÁND-Ágynemű, Fehérneműgyártó és Forgalmazó Kft.-t. 1994-ben befejeződött a Különleges Biztonságú Körletrész (KBK) építése.
2001-ben felújítási munkálatok zajlottak, az intézet új épületrésszel bővült.

## Elnevezése
- 1906-1945: Sátoraljaújhelyi Királyi Törvényszéki Fogház,
- 1945-1949: Sátoraljaújhelyi Törvényszéki Fogház
- 1949-1950: Sátoraljaújhelyi Megyei Bírósági Fogház
- 1950-1953: Sátoraljaújhelyi Bírósági Börtön,
- 1953-1954: Sátoraljaújhelyi Körzeti Börtön,
- 1954-1954: Sátoraljaújhelyi Országos Börtön,
- 1967-1979: Sátoraljaújhelyi Büntetésvégrehajtási Intézet,
- 1979-1983: Sátoraljaújhelyi Fegyház és Börtön,
- 1983-1987: Sátoraljaújhelyi Fegyház,
- 1987-: Sátoraljaújhelyi Fegyház és Börtön.

## Rendkívüli események
- 1961. június 8-án 6 fő szökése.
- 1985. január 24-én 2 fő szökése.
- 1986. szeptember 24-én robbanás és tűz a csiszolóüzemben.

Az 1944-es sátoraljaújhelyi börtönlázadás kitörésekor, majd az 1950-es évek elején itt töltötte szabadságvesztését Határ Győző Kossuth-díjas magyar író. Az intézet falai között raboskodott 1960 áprilisa és 1963 novembere között  Mérei Ferenc, a modern magyar pszichológia-történet meghatározó alakja.